# Labach (Steinbach)
Der Labach ist ein Fließgewässer im bayerischen Landkreis Rosenheim. Er entsteht im Labachgraben oberhalb des Weilers Buchberg an den Südhängen des Heubergs. 
Nachdem er das Inntal erreicht hat, fließt er in den Innauen weitgehend parallel zum Inn selbst nordwärts.
Dabei passiert er den Steinbruch am Heuberg und mehrere stehende Gewässer in nächster Nähe, unter anderen den Pisee, verläuft dort auch durch ein FFH-Gebiet.
Kurz vor der Innstaustufe mündet er von links in den Steinbach.